# Kandkīlah
Kandkīlah (persiska: کندکیله, Kandīkīlah) är en ort i Iran.   Den ligger i provinsen Kermanshah, i den nordvästra delen av landet, 300 km väster om huvudstaden Teheran. Kandkīlah ligger 1 500 meter över havet och antalet invånare är 107.
Terrängen runt Kandkīlah är huvudsakligen kuperad, men österut är den platt. Runt Kandkīlah är det ganska tätbefolkat, med 124 invånare per kvadratkilometer. Närmaste större samhälle är Kangāvar, 5,7 km nordost om Kandkīlah. Trakten runt Kandkīlah består till största delen av jordbruksmark.